# Černucha rolní
Černucha rolní (Nigella arvensis) je druh rostliny z čeledi pryskyřníkovité (Ranunculaceae).

## Popis
Jedná se o jednoletou asi 10–30 (řidčeji až 45) cm vysokou bylinu. Lodyha je vzpřímená, nevětvená až chudě větvená, v dospělosti olysalá. Listy jsou střídavé, bazální i lodyžní, dolní jsou řapíkaté, horní až přisedlé. Přízemní listy jsou za květu většinou už zaschlé. Čepele jsou hluboce 2–3× členěné v čárkovité až čárkovitě kopinaté asi 1–2 mm široké úkrojky. Přeslen listenů těsně pod květenstvím chybí. Květy jsou oboupohlavní, pravidelné, jednotlivé na vrcholu stonku či větví. Kališních lístků je 5, jsou petaloidní (napodobují korunu), obsrdčitého tvaru, na vrcholu zašpičatělé, na bázi s nehtem. Jsou většinou modrobílé až světla modré barvy Korunní lístky jsou přeměněny v nektária, která jsou dvoupyská, žlutozelená s nafialovělými žilkami. Tyčinek je mnoho, prašníky jsou zašpičatělé. Gyneceum je složeno z nejčastěji 3–5 (řidčeji až 8) plodolistů. Plodem je měchýřek, měchýřky jsou uspořádány do souplodí, jsou navzájem v dolní třetině až polovině srostlé (vytváří nepravou tobolku), nahoře s nápadným zobánkem. Na povrchu jsou hladké až jemně bradavčité, nikoliv však žláznatě drsné.

## Rozšíření

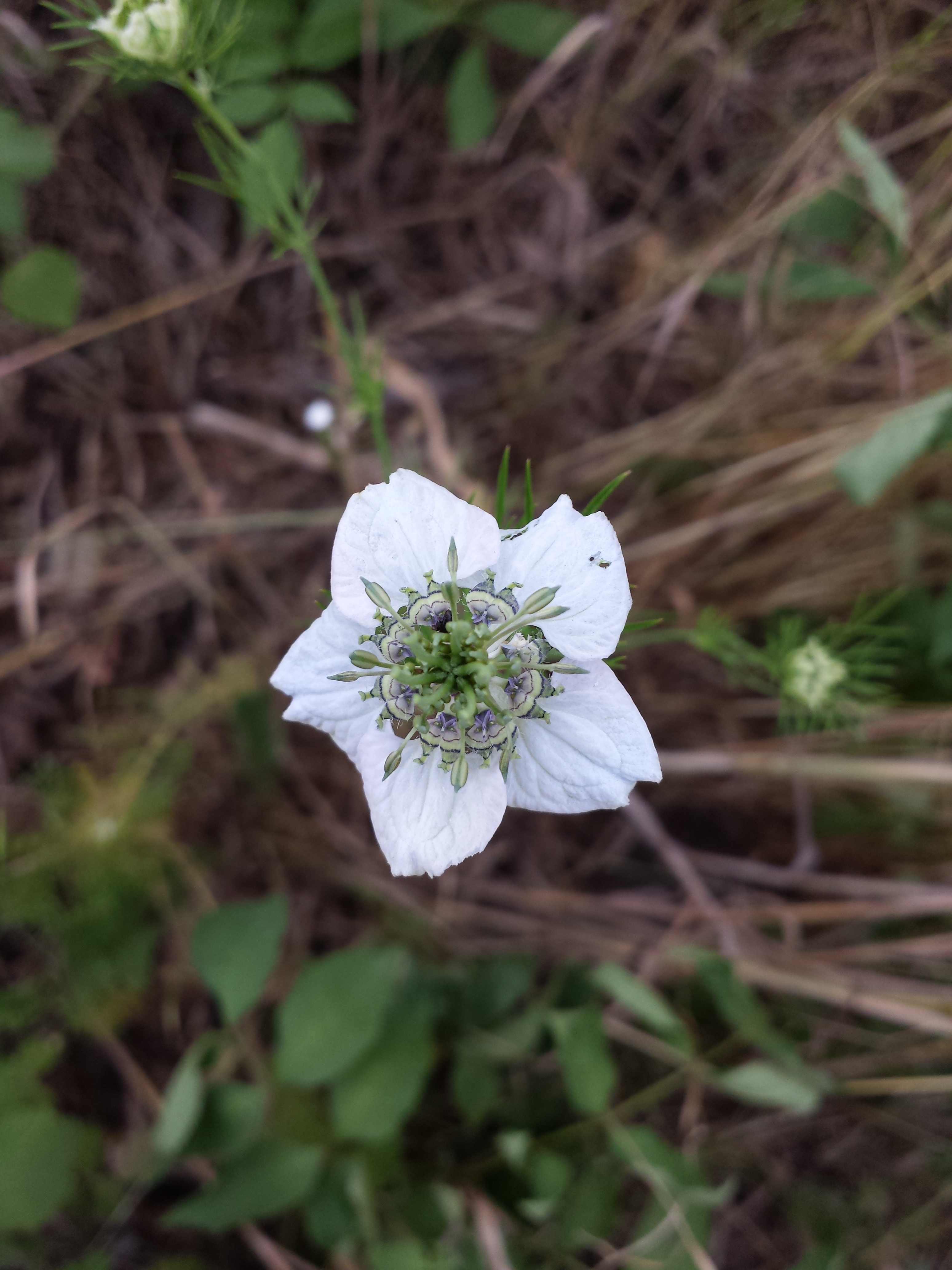
Detail květu

Černucha rolní roste v teplejších částech Evropy kromě Pyrenejského poloostrova, dále v jihozápadní Asii a v severní Africe. V České republice to je dnes už vzácný polní plevel, který můžeme najít především na okrajích polí, v ruderálech a suchých stráních především v nejteplejších oblastech Čech a Moravy, patří mezi tzv. archeofyty. Jedná se o ubývající druh kategorie C1 (kriticky ohrožený druh) vlivem aplikací herbicidů a intenzivnímu hospodaření v rozsáhlých monokulturách.